# Scalpay (Hébrides extérieures)
Pour les articles homonymes, voir Scalpay.
Scalpay (en gaélique écossais : Sgalpaigh ou Sgalpaigh na Hearadh) est une île du Royaume-Uni située en Écosse dans l'archipel des Hébrides extérieures.

## Géographie
Scalpay a environ 4 km de long pour une superficie de 6,5 km2. Son point culminant situé à Beinn Scorabhaig ne s'élève qu'à 104 m.
L'île est parsemée de petits lochs dont le plus important est le Duin Loch d'où émerge une petite île avec les restes d'un fort encore visibles. Eilean Glas, une petite péninsule sur la rive orientale l'île abrite le premier phare à avoir été construit dans les Hébrides extérieures.
L'île voisine de Lewis et Harris, la plus grande des Nouvelles Hébrides, n'est distante que de 300 mètres. Depuis 1997, un pont routier relie les deux îles.

## Démographie
En 2001, l'île compte une population de 322 personnes, dont l'activité principale est la pisciculture et la pêche à la crevette.

## Référence
- (en) Cet article est partiellement ou en totalité issu de l’article de Wikipédia en anglais intitulé « Scalpay, Outer Hebrides » (voir la liste des auteurs).